# Agostinho Neto (Sao Tomé-et-Principe)
Pour les articles homonymes, voir Neto.
Ne doit pas être confondu avec Agostinho Neto.
Agostinho Neto est une localité de Sao Tomé-et-Principe située au nord de l'île de Sao Tomé, dans le district de Lobata. Connue sous le nom de « Rio do Ouro » jusqu'à l'indépendance, cette ancienne roça était jadis très florissante. Considéré comme un monument national, son imposant hôpital figurait sur le billet de 5 000 dobras. Ce patrimoine est aujourd'hui en ruines.

## Histoire
Fondée en 1865 par le Gabriel Bustamante, un trafiquant d'esclaves brésilien, elle a été exploitée à partir de 1877 par José Luís Constantino Dias (pt) (1855-1932), marquis de Valle Flor.

En 1910, le réseau ferroviaire de la roça atteignait 68 km. En 1924, 2 500 personnes y vivaient, dont 1 950 travailleurs noirs.
Quelques années après l'indépendance, en 1980, elle prend le nom de Empresa Estatal Agropecuária Dr. António Agostinho Neto, en hommage à Agostinho Neto, premier président de l'Angola.

Infrastructures de l'ancienne roça.
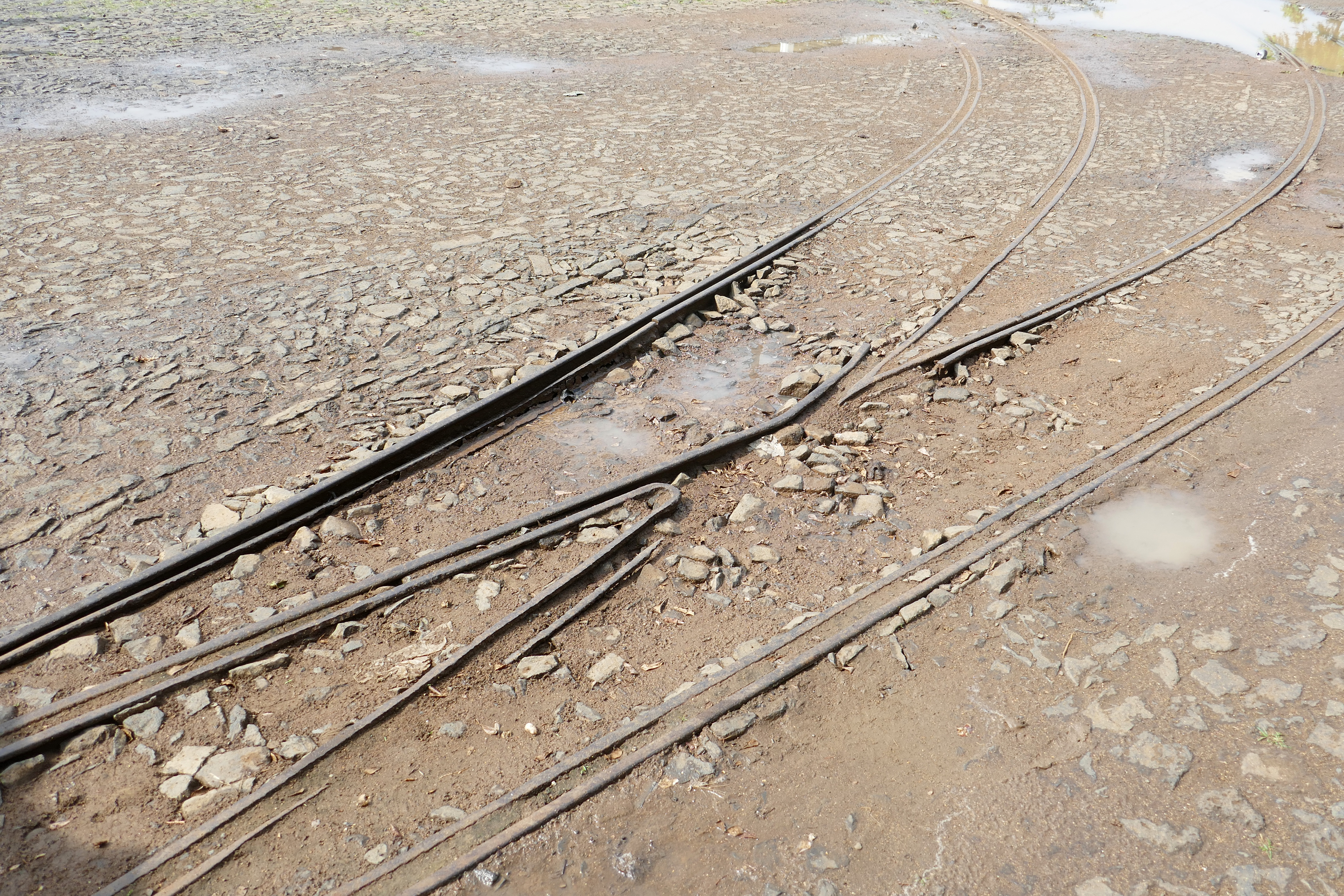
Anciens rails.
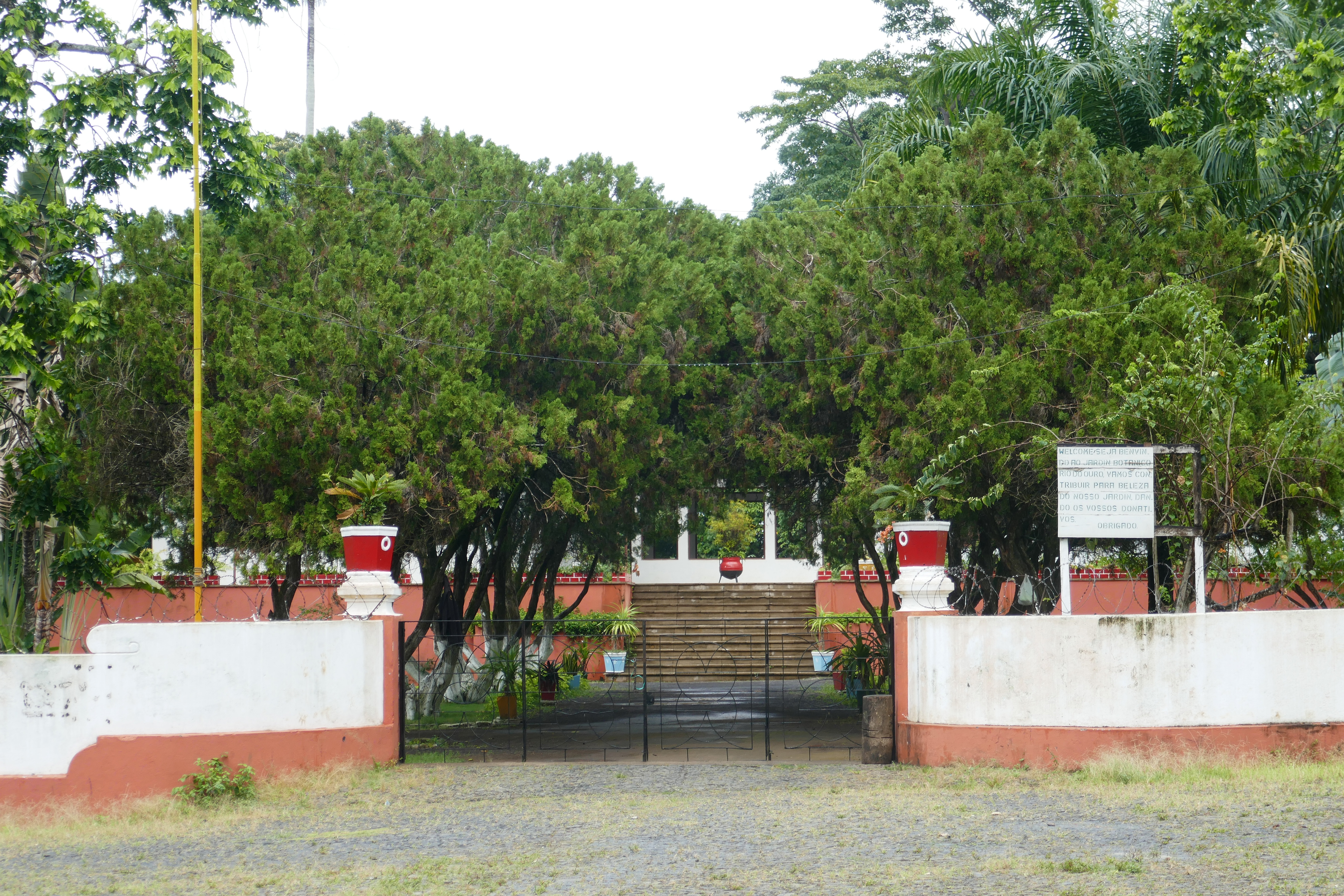
Jardin botanique.
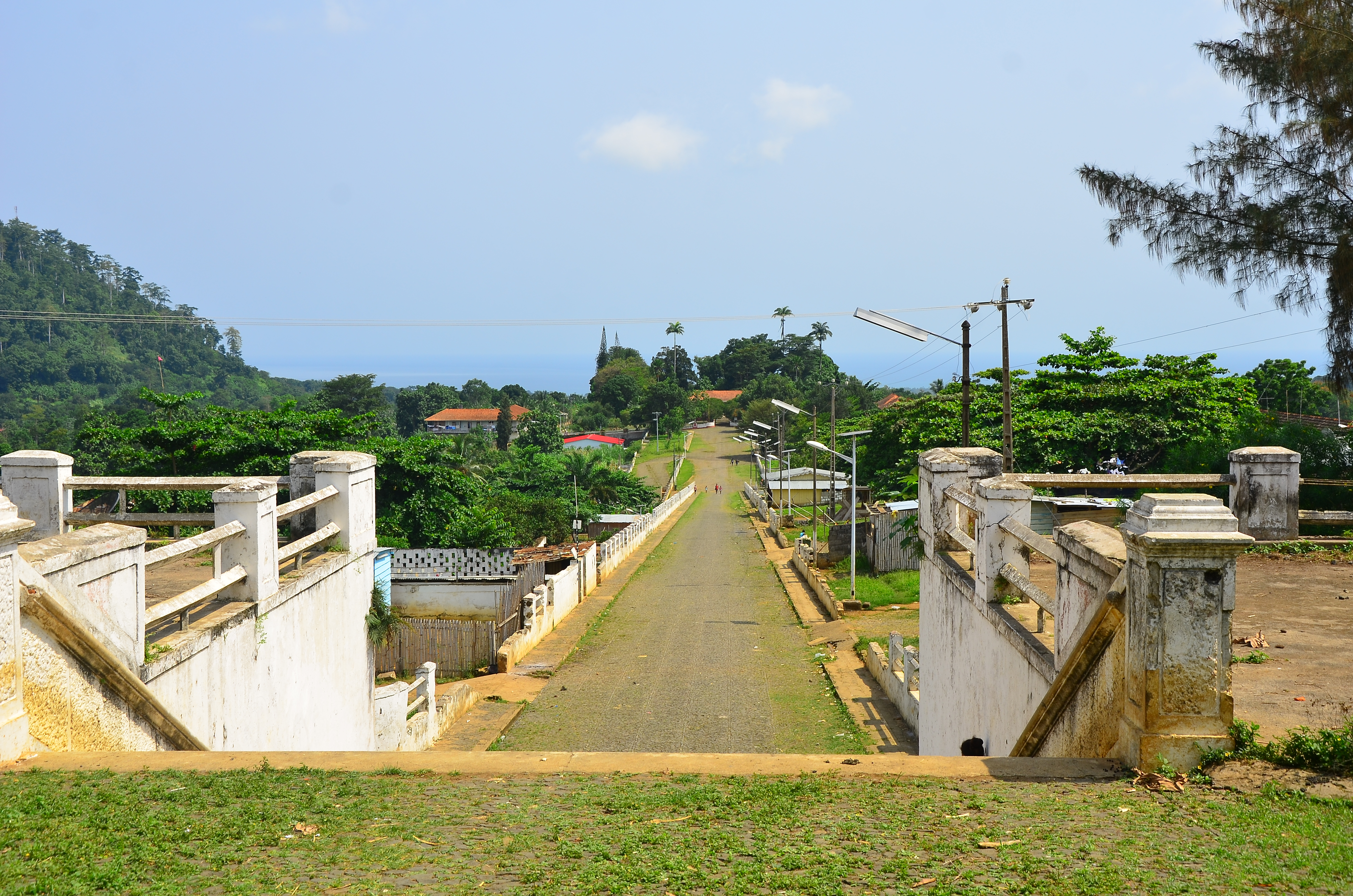
Escalier monumental.
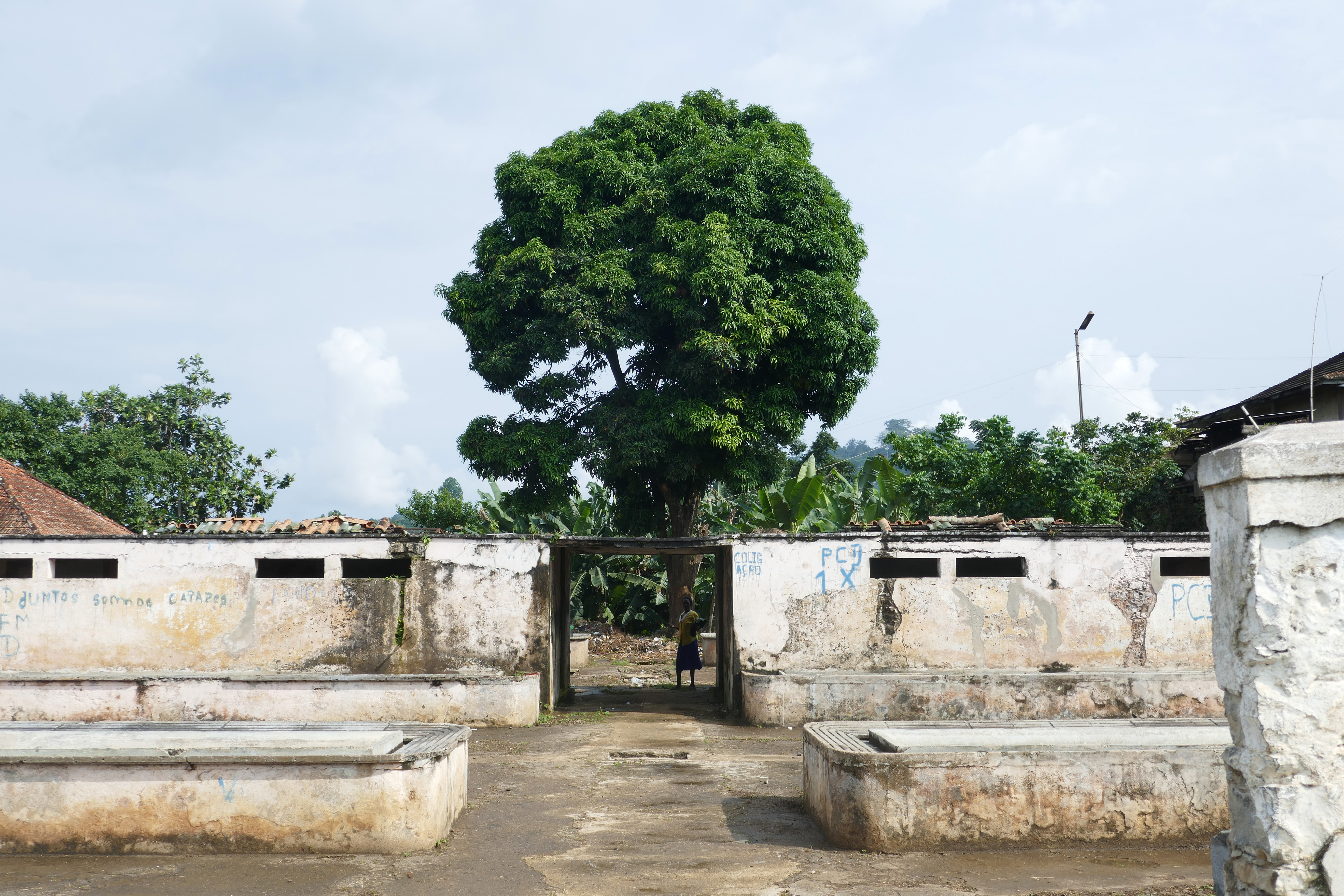
Bâtiments désaffectés.
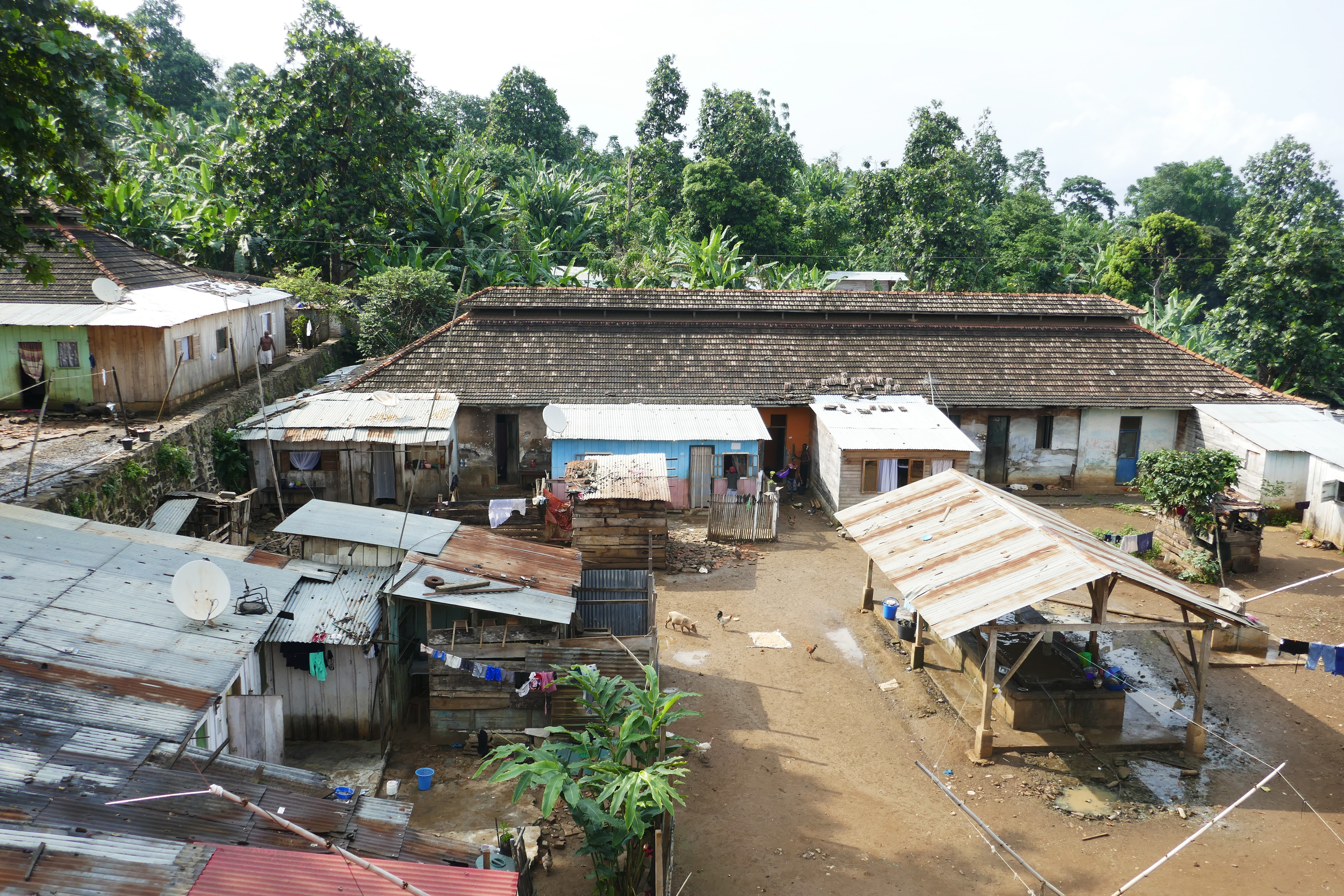
Logements des travailleurs.

## Roça
Cette roça, emblématique par ses dimensions et son impressionnante architecture, comprenait six dépendances : outre Rio do Ouro, Diogo Vaz, Bela Vista, Valle Flor, Boa Esperança et Nova Estrela. Le port de Fernão Dias constituait son débouché maritime.
Photographies et croquis réalisés en 2011 et 2014 mettent en évidence la disposition des bâtiments, leurs dimensions et leur état à cette date.

## Population
Lors du recensement de 2012, 992 habitants y ont été dénombrés. La plupart sont des descendants d'Angolais ou de Capverdiens.

## Déclin et perspectives
Construit dans les années 1920, l'hôpital est aujourd'hui délabré.

L'hôpital en ruines.
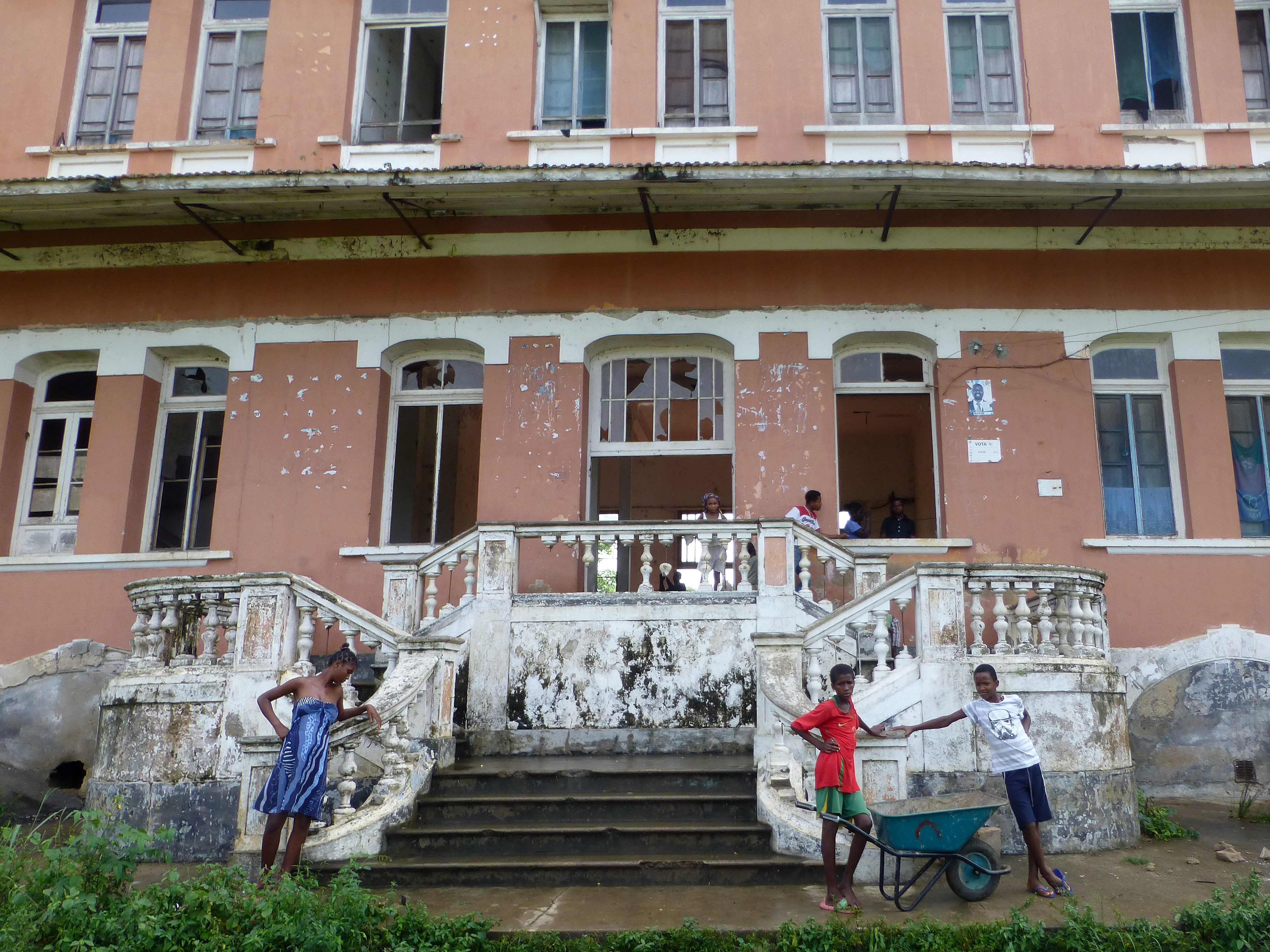
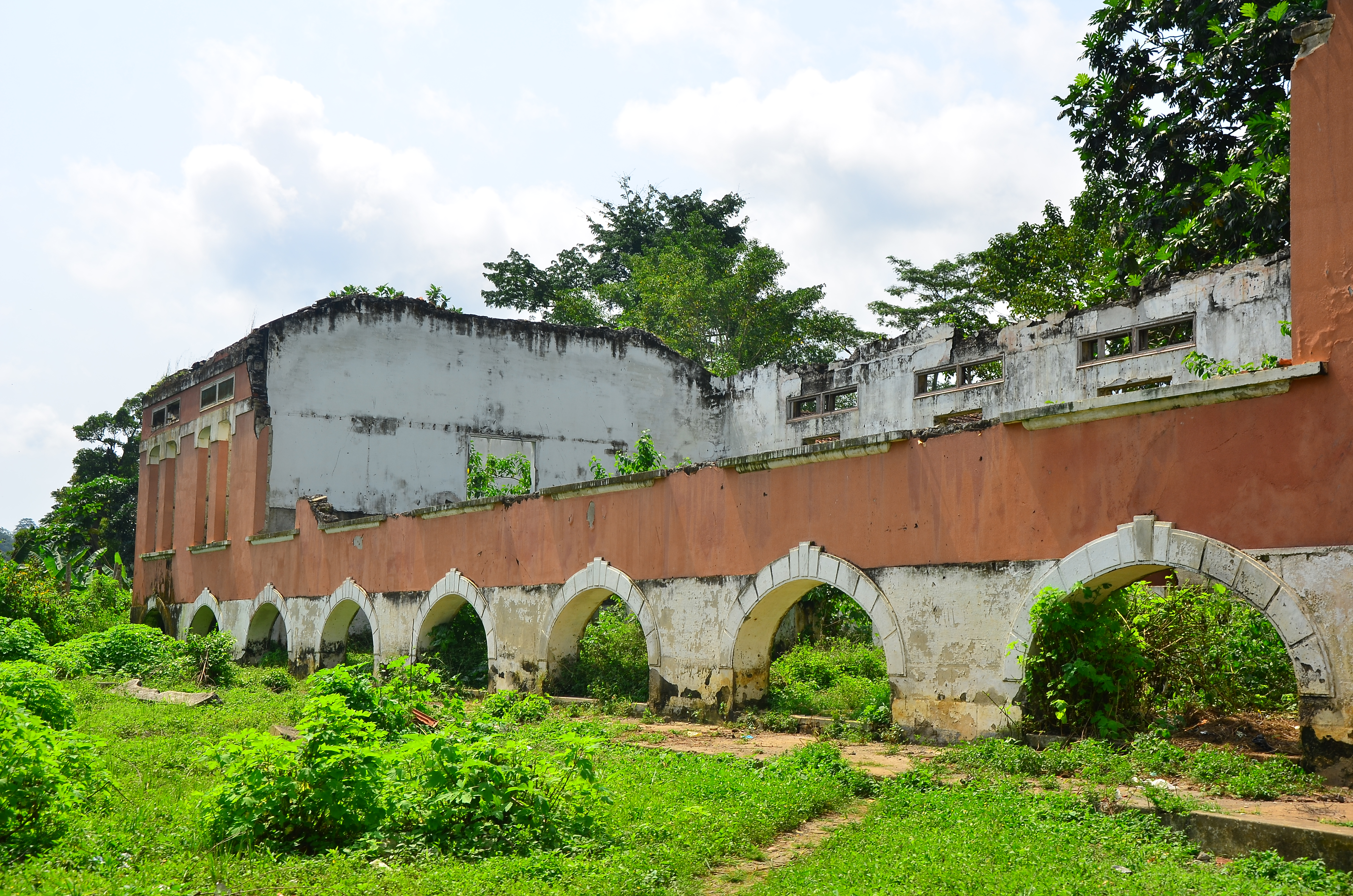
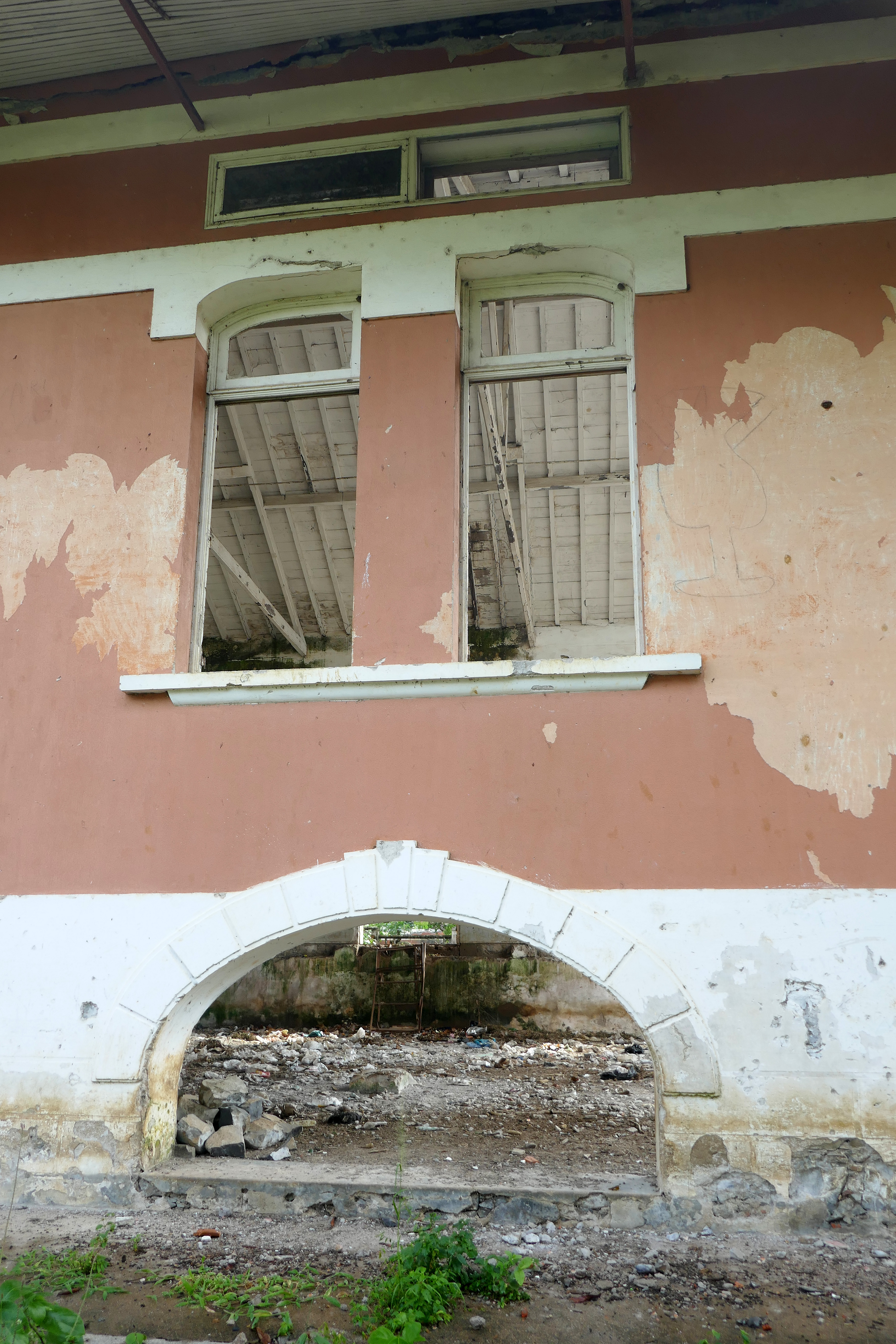
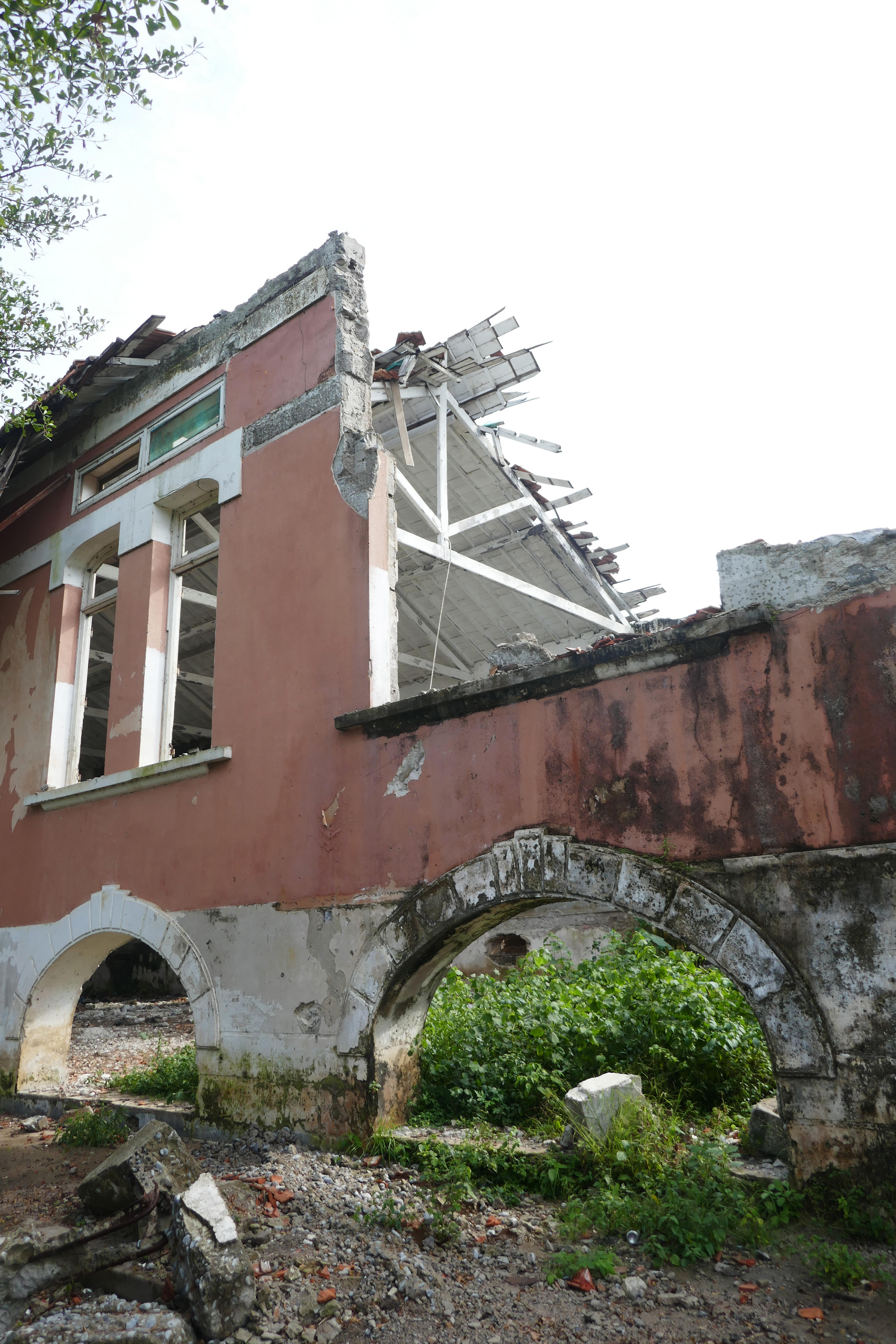
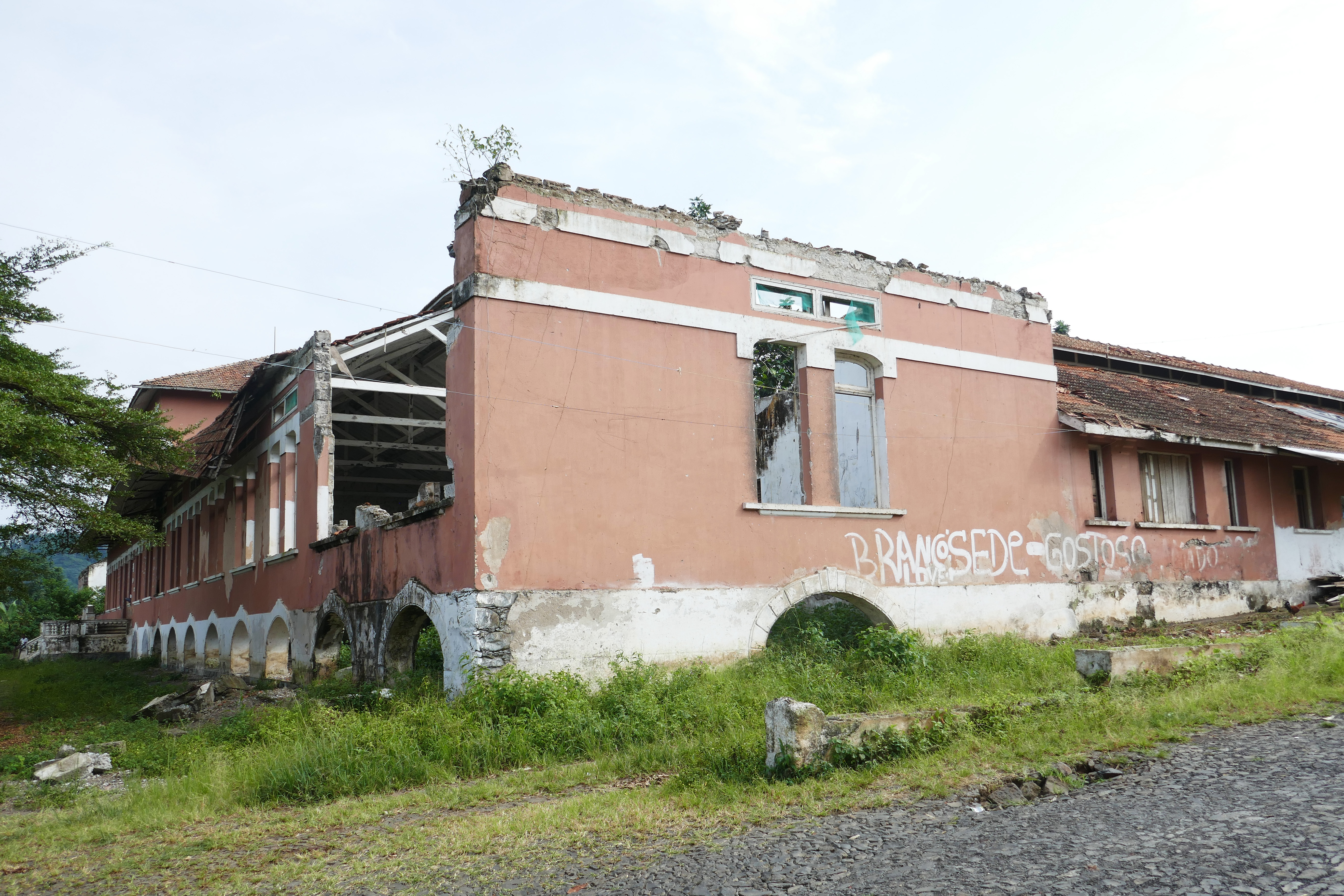

Par son caractère exceptionnel, la roça Agostinho Neto reste une destination touristique incontournable. Des projets sont à l'étude pour développer son potentiel.